# Пэн, Эмили С. Р.
 Эмили С. Р. Пэн (англ. Emily X.R. Pan) — американская писательница в жанре подростковой литературы, получившая известность благодаря дебютному роману «Ослепительный цвет будущего», попавшему в список бестселлеров по версии The New York Times.

## Биография
Пэн родилась в штате Иллинойс в семье тайваньцев, иммигрировавших в США, где была единственным ребёнком. Позднее семья переехала в Пеннингтон, где Эмили продолжила учиться в 5 классе Hopewell Elementary School.
Её отец Алекс Пэн — профессор в колледже Нью-Джерси, а мать Беатрис Пэн — учитель игры на фортепьяно и гучжэн.
Закончила на семестр раньше бизнес-школу Стерна со степенью в области международного бизнеса и маркетинга.
Была главным редактором университетского литературного журнала Washington Square Review, благодаря этому опыту стала сооснователем журнала Bodega.
Живёт в Бруклине.

## Карьера
Дебютный роман Пэн «Ослепительный цвет будущего» вышел в марте 2018 года в издательстве Little, Brown and Company и дебютировал в списке бестселлеров New York Times с 10-й позиции.
Совместно с Новой Рен Сума создала проект Foreshadow: A Serial Anthology — ежемесячную онлайн антологию рассказов в жанре
young adult. Запуск проекта прошел с помощью краудфандинга на площадке Indiegogo в августе 2018 года.
В апреле 2022 года у Эмили вышел второй роман «An Arrow to the Moon». NPR включило его в список лучших книг за 2022 года. Также книга вошла в список лучших книг за 2022 год по версии журнала The Horn Book, а в 2023 стала номинантом на премию Локус в номинации лучшая книга для подростков.